# Jorge Auger
Jorge Armando Auger Torres (Coquimbo, 23 de noviembre de 1952) es un profesor y político chileno. Ejerció como alcalde de Coquimbo entre 1989 y 1992, y concejal de la misma comuna entre 1992 y 2000. Actualmente se desempeña como profesor en el Instituto de Administración y Comercio "Estado de Israel" en Coquimbo.

## Carrera política
Durante los años 80 Jorge Auger se desempeñó como secretario municipal de Coquimbo, subrogando al entonces alcalde Jorge Morales en algunas ocasiones. Tras la renuncia de Morales el 1 de mayo de 1989, Auger asumió la alcaldía coquimbana de manera subrogante hasta el 5 de julio, cuando fue confirmado en su cargo hasta las elecciones municipales de 1992, ocasión en la que postuló como militante de Renovación Nacional y resultando elegido como concejal. Fue nuevamente electo en el mismo cargo en 1996, y en 2000 decidió no repostularse.
En 2004, 2012 y 2016 nuevamente volvió a postular como concejal en las elecciones municipales, esta vez como miembro de la UDI, no resultando electo.

## Historial electoral

### Elecciones municipales de 1992
Alcalde y concejales para la comuna de Coquimbo
| Candidato                    | Pacto                          | Partido | Votos  | %      | Resultado |
| ---------------------------- | ------------------------------ | ------- | ------ | ------ | --------- |
| Nelsa Piñones Rivera         | Concertación por la Democracia | DC      | 4.847  | 9,58%  | Concejal  |
| Víctor Salgado Anza          | Concertación por la Democracia | DC      | 3.593  | 7,10%  |           |
| Pedro Velásquez Seguel       | Concertación por la Democracia | DC      | 8.016  | 15,84% | Alcalde   |
| Juan Alcayaga del Canto      | Concertación por la Democracia | PR      | 3.595  | 7,10%  | Concejal  |
| Carlos Oros Rojas            | Concertación por la Democracia | PS      | 4.977  | 9,84%  | Concejal  |
| Pedro Díaz Rojas             | Concertación por la Democracia | PPD     | 3.152  | 6,23%  |           |
| Mauricio Ugarte González     | Partido Comunista              | PC      | 535    | 1,06%  |           |
| Amanda Altamirano Guerrero   | Partido Comunista              | PC      | 1.024  | 2,02%  |           |
| Juan Lazzus Lobos            | Partido Comunista              | PC      | 1.049  | 2,07%  |           |
| Roberto Santelices Castañeda | Partido Comunista              | PC      | 186    | 0,37%  |           |
| Augusto Alfaro Alfaro        | Partido Comunista              | PC      | 533    | 1,05%  |           |
| Sergio Villalobos Villalobos | Partido Comunista              | PC      | 179    | 0,35%  |           |
| Jaime Dupré Moragas          | Participación y Progreso       | UDI     | 1.090  | 2,15%  |           |
| Egla Burge Garín             | Participación y Progreso       | UDI     | 350    | 0,69%  |           |
| Arnaldo Guinossi Castellón   | Participación y Progreso       | UDI     | 375    | 0,74%  |           |
| Jorge Auger Torres           | Participación y Progreso       | RN      | 11.165 | 22,06% | Concejal  |
| Mario Santander Sepúlveda    | Participación y Progreso       | RN      | 1.989  | 3,93%  | Concejal  |
| Selim Hamed Solemán Jorquera | Participación y Progreso       | RN      | 1.600  | 3,16%  |           |
| Héctor Maureira              | Unión de Centro Centro         | UCC     | 1.136  | 2,24%  |           |
| Nibaldo Solís Rojas          | Unión de Centro Centro         | UCC     | 611    | 1,21%  |           |
| Gonzalo Tapia Díaz           | Unión de Centro Centro         | UCC     | 499    | 0,99%  |           |
| Fidel Astudillo Zuleta       | Unión de Centro Centro         | UCC     | 101    | 0,20%  |           |

### Elecciones municipales de 1996
Alcalde y Concejales para la comuna de Coquimbo
(Se consideran sólo los candidatos que resultaron elegidos para el Concejo Municipal)
| Candidato               | Partido | Votos  | %     | Resultado |
| ----------------------- | ------- | ------ | ----- | --------- |
| Pedro Velásquez Seguel  | DC      | 31.851 | 61,80 | Alcalde   |
| Jorge Auger Torres      | RN      | 3.630  | 7,04  | Concejal  |
| Juan Alcayaga Del Canto | PRSD    | 2.769  | 5,37  | Concejal  |
| Abdón Hermosilla Cortés | PS      | 2.496  | 4,84  | Concejal  |
| Nelsa Piñones Rivera    | DC      | 2.085  | 4,05  | Concejal  |
| Claudio Salcedo Robles  | PPD     | 749    | 1,45  | Concejal  |

### Elecciones municipales de 2004
Concejales para la comuna de Coquimbo
(Se consideran sólo los candidatos más votados)
| Candidato               | Partido | Votos  | %     | Resultado |
| ----------------------- | ------- | ------ | ----- | --------- |
| Ramón Velásquez Seguel  | DC      | 11.576 | 20,87 | Concejal  |
| Oscar Pereira Tapia     | PDC     | 7.439  | 13,41 | Concejal  |
| Abdón Hermosilla Cortés | PS      | 6.996  | 12,61 | Concejal  |
| Carlos Yusta Rojas      | PS      | 5.502  | 9,92  | Concejal  |
| Juan Alcayaga Del Canto | PRSD    | 5.180  | 9,34  |           |
| Nelsa Piñones Rivera    | DC      | 3.564  | 6,43  | Concejal  |
| Mabel Rojas Valdivia    | UDI     | 2.753  | 4,96  | Concejal  |
| Jorge Auger Torres      | UDI     | 2.606  | 4,70  |           |

### Elecciones municipales de 2012
| Candidato                       | Pacto                          | Partido                     | Votos  | %     | Resultado |
| ------------------------------- | ------------------------------ | --------------------------- | ------ | ----- | --------- |
| Daniella Andrea Cortés Bauer    | Igualdad para Chile            | PI                          | 340    | 0,68  |           |
| Marco Vilches Briones           | Igualdad para Chile            | PI                          | 124    | 0,24  |           |
| Patricia Vargas Molina          | Igualdad para Chile            | ILA                         | 361    | 0,72  |           |
| Luis Bruna Alcaide              | Igualdad para Chile            | ILA                         | 131    | 0,26  |           |
| Jaime Enrique Fernández Madrid  | Igualdad para Chile            | ILA                         | 528    | 1,05  |           |
| Alexis Halles Zambra            | Regionalistas e Independientes | PRI                         | 1180   | 2,36  |           |
| Sergio Pizarro Cortez           | Regionalistas e Independientes | PRI                         | 1235   | 2,47  |           |
| Héctor Briceño Urra             | Regionalistas e Independientes | PRI                         | 253    | 0,50  |           |
| Jorge Rojas Oliva               | Regionalistas e Independientes | PRI                         | 301    | 0,60  |           |
| Jenny Flores Carvajal           | Regionalistas e Independientes | PRI                         | 301    | 0,60  |           |
| Marviola Rivera Toledo          | Regionalistas e Independientes | ILB                         | 439    | 0,87  |           |
| Rotce González Barraza          | Regionalistas e Independientes | ILB                         | 160    | 0,32  |           |
| Pascual Aguilera Sarmiento      | Regionalistas e Independientes | ILB                         | 660    | 1,32  |           |
| Mirtza Ovalle Vergara           | El Cambio por Ti               | PRO                         | 197    | 0,39  |           |
| Hugo Prado Silva                | El Cambio por Ti               | PRO                         | 1106   | 2,21  |           |
| Ángel Hurtado Henríquez         | El Cambio por Ti               | PRO                         | 627    | 1,25  |           |
| Jonathan Jaramillo Peña         | El Cambio por Ti               | PRO                         | 157    | 0,31  |           |
| Pamela Betancourt Guzmán        | El Cambio por Ti               | ILC                         | 264    | 0,52  |           |
| Karla Ferreira Rodríguez        | El Cambio por Ti               | ILC                         | 139    | 0,27  |           |
| Yergo Rivera Rojas              | El Cambio por Ti               | ILC                         | 322    | 0,64  |           |
| Eduardo Ávila Leyton            | El Cambio por Ti               | ILC                         | 228    | 0,45  |           |
| Ramón Velásquez Seguel          | Por un Chile justo             | PPD                         | 3907   | 7,81  | Concejal  |
| Tomás Alvarado Zepeda           | Por un Chile justo             | PPD                         | 525    | 1,05  |           |
| Wilson Puelles Jopia            | Por un Chile justo             | ILE                         | 1514   | 3,02  |           |
| Fernando Viveros Reyes          | Por un Chile justo             | PCCh                        | 2027   | 4,05  |           |
| Haydee López Vallejos           | Por un Chile justo             | PCCh                        | 394    | 0,78  |           |
| Juan Alcayaga del Canto         | Por un Chile justo             | PRSD                        | 5351   | 10,70 | Concejal  |
| Jaime Díaz Torres               | Por un Chile justo             | PRSD                        | 699    | 1,39  | Concejal  |
| Lidia Valdivia Cortés           | Por un Chile justo             | PRSD                        | 318    | 0,63  |           |
| Carlos Yusta Rojas              | Concertación Democrática       | PS                          | 2986   | 5,97  | Concejal  |
| Freddy Bonilla Rojo             | Concertación Democrática       | PS                          | 1005   | 2,01  |           |
| Abdón Hermosilla Cortés         | Concertación Democrática       | PS                          | 2196   | 4,39  |           |
| Roberto Valenzuela Galleguillos | Concertación Democrática       | PS                          | 1199   | 2,39  |           |
| Miguel Ángel Cuadros Moreno     | Concertación Democrática       | PDC                         | 2453   | 4,90  | Concejal  |
| Alejandro Campusano Massad      | Concertación Democrática       | PDC                         | 2700   | 5,40  | Concejal  |
| Mónica Álvarez Cortés           | Concertación Democrática       | PDC                         | 1757   | 3,51  |           |
| María Rosetta Paris Ávalos      | Concertación Democrática       | PDC                         | 937    | 1,87  |           |
| Aquiles Soto Olave              | Mas Humanos                    | PH                          | 312    | 0,62  |           |
| Gonzalo Herrera Flores          | Mas Humanos                    | ILG                         | 189    | 0,37  |           |
| Maguindo Cerda Ortiz            | Mas Humanos                    | ILG                         | 319    | 0,63  |           |
| Marcelino Duarte Chavarría      | Mas Humanos                    | ILG                         | 170    | 0,34  |           |
| Paola Cortés Vega               | Coalición                      | UDI                         | 3036   | 6,07  | Concejal  |
| Jorge Auger Torres              | Coalición                      | UDI                         | 848    | 1,69  |           |
| Carlos Troncoso Vásquez         | Coalición                      | UDI                         | 961    | 1,92  |           |
| Claudia Abufom Musa             | Coalición                      | ILH                         | 999    | 1,99  |           |
| Pedro Antonio Castillo          | Coalición                      | RN                          | 1868   | 3,73  | Concejal  |
| Guido Hernández Trujillo        | Coalición                      | RN                          | 1182   | 2,36  |           |
| Juan Francisco Morey Jiliberto  | Coalición                      | RN                          | 526    | 1,05  |           |
| Yuviza Peña Plaza               | Coalición                      | RN                          | 555    | 1,11  |           |
| Total de votos válidos          | Total de votos válidos         | Total de votos válidos      | 49 986 |       |           |
| Votos nulos                     | Votos nulos                    | Votos nulos                 | 2069   |       |           |
| Votos en blanco                 | Votos en blanco                | Votos en blanco             | 1992   |       |           |
| Total de sufragios emitidos     | Total de sufragios emitidos    | Total de sufragios emitidos | 54 047 | 100   |           |